# غومراك (فولغوغراد)
غومراك (بالروسية: Гумрак) هي مدينة في مقاطعة فولغوغراد أوبلاست في روسيا.
يبلغ عدد سكانها حوالي 5849 نسمة.